# Jorge Dezcallar de Mazarredo
Jorge Dezcallar de Mazarredo (Palma, 3 de novembre de 1945) és un diplomàtic espanyol, que fou ambaixador d'Espanya als Estats Units entre el juliol de 2008 i l'abril de 2012.
Llicenciat en Dret, es va incorporar a la carrera diplomàtica en 1971. Va ocupar per primera vegada el lloc d'ambaixador en 1997 amb destinació en el Marroc, fins que en 2001 el govern de José María Aznar el va nomenar director del Centre Superior d'Informació de la Defensa, convertit després en Centre Nacional d'Intel·ligència, on el va substituir Alberto Saiz. Després de les eleccions generals de 2004, al juny va ser destinat com a ambaixador davant la Santa Seu, on va ser rellevat en 2006, integrant-se en l'activitat privada amb Repsol com a conseller internacional. El juliol de 2008 el Consell de Ministres el va nomenar ambaixador a Washington DC, fins que va ser substituït l'abril de 2012 per Ramón Gil-Casares.
El seu germà Alonso ha estat ambaixador a Mauritània. El seu altre germà Rafael ha estat ambaixador espanyol a Alemanya.
Jorge de Dezcallar és membre d'una família de l'aristocràcia mallorquina.

## Obres
- Joyas bereberes de la Colección Jorge Dezcallar de Mazarredo [catálogo], Madrid: Kafir Asesores, 2009. (ISBN: 9788461315819)
- Hulîy amâzigiyya min maymû'at Jûrjî Dîthkâyâr / Joyas bereberes de la colección Jorge Dezcallar [catálogo], Madrid: Casa Árabe e Instituto Internacional de Estudios Árabes y del Mundo Musulmán, 2011. (ISBN: 9788461554171)
- El pirata bien educado y sus amigos [relatos], ilustrado por Emilio Urberuaga, Madrid: Siruela, 2015. (ISBN: 9788416280483)
- Valió la pena [memorias], Barcelona: Península, 2015. (ISBN: 9788499424491)